# Alex Shackell
Alex Shackell, född 13 november 2006, är en amerikansk simmare.

## Karriär
Shackell ingick i det amerikanska laget som tog silver på 4x200 frisim vid världsmästerskapen i simsport 2023. Vid de amerikanska OS-uttagningarna, i juni 2024, inför de olympiska sommarspelen 2024 placerade sig Shackell på en andraplats på 200 meter fjärilsim och kvalificerade sig därmed till OS 2024.